# Опольно-Здруй
Опольно-Здруй (пол. Opolno-Zdrój, нім. Bad Oppelsdorf) — село в Польщі, у гміні Боґатиня Зґожелецького повіту Нижньосілезького воєводства.
Населення — 1194 особи (2011).
У 1975-1998 роках село належало до Єленьоґурського воєводства.

## Демографія
Демографічна структура станом на 31 березня 2011 року:
|          | Загалом | Допрацездатний вік | Працездатний вік | Постпрацездатний вік |
| -------- | ------- | ------------------ | ---------------- | -------------------- |
| Чоловіки | 634     | 140                | 453              | 41                   |
| Жінки    | 560     | 135                | 321              | 104                  |
| Разом    | 1194    | 275                | 774              | 145                  |